# Єлізаров Павло Олександрович
Єліза́ров Павло́ Олекса́ндрович (нар. 12 жовтня 1968, Кишинів, МРСР) — продюсер, бізнесмен та громадський діяч.
Член Ради з питань свободи слова та захисту журналістів з 6 листопада 2019 року.

## Життєпис
Народився у Кишиневі. Громадянин України, з 1995-го живе в Україні.
У 1976–1984 роках навчався у середній школі № 17 міста Кишинів. У 1988 з відзнакою закінчив Кишинівський електромеханічний технікум та отримав спеціальність «Виробництво електронних та електричних засобів автоматизації».
1999 — закінчив Український державний університет фінансів та міжнародної торгівлі, спеціальність — Маркетинг у виробничій сфері, 2009-го закінчив той же ВНЗ та отримав диплом за спеціальністю «Фінанси».

## Кар'єра
- 1996–2006 — президент холдингу «СЕВ», керував командою з 2000 співробітників. Підприємство спеціалізувалося на ліцензованому постачанні газу, сільгоспвиробництві та оздоровчому і ресторанно-готельному бізнесі.
- вересень 2006 — червень 2007 — заступник голови правління компанії «Автомобільні дороги України».
- З 2007 по 2008 — заступник міністра транспорту та зв'язку України[2].
- З вересня 2009 по квітень 2010 — заступник голови Державної служби автомобільних доріг України.
- У 2012 висувався як кандидат-самовисуванець у народні депутати України по мажоритарному округу № 199[3].

## Робота в медіа
У квітні 2010 став одним з акціонерів ТОВ «Савік Шустер Студія», пізніше був делегований радою акціонерів очолити продакшн. Був співзасновником та головою Координаційної ради ТОВ «Савік Шустер Студія», директором ТОВ «Телерадіокомпанія „Всесвітня інформаційна служба“», що виходила в ефір під комерційною назвою 3S.TV до березня 2017.
У жовтні 2014, разом з Савіком Шустером створив канал під брендом 3S.TV (ТОВ "Телерадіокомпанія «Всесвітня інформаційна служба»), ставши автором першої в Україні краудфандиногової моделі фінансування телеканалу «Клуб 3S.TV».
Був продюсером ток-шоу «Шустер live», співавтором ток-шоу «Шустер live. Адреналін», продюсером проекту «Африканські пристрасті», що отримав ексклюзивні права на трансляцію Чемпіонату світу з футболу 2010. Також був продюсером проекту «Олімпійські пристрасті» (трансляція на НТКУ Олімпійських ігор-2012 у Лондоні). Ведучим авторської програми «Свобода вибору. Реальне життя». Продюсером і автором соціальних ток-шоу «3S.TV|Economists» та «3S.TV|Bloggers».
У квітні 2015, коли Савіка Шустера було позбавлено дозволу на роботу в Україні, приєднався до оголошеного телеведучим голодування за захист свободи слова.
12 листопада 2016 року Печерський районний суд Києва, на закритому судовому засіданні, ухвалив рішення обшукати житло і студію ведучого ток-шоу «Шустер LIVE» Савіка Шустера. 1 грудня 2016 року телеканал 3S.tv повідомив про припинення своєї діяльності з 1 січня 2017 року. 13 квітня 2017 року Вищий адміністративний суд України визнав рішення Державної служби зайнятості незаконним. 6 вересня 2017 року окружний адміністративний суд м. Києва визнав незаконною перевірку та відповідні штрафні санкції на суму понад 13 мільйонів грн. з боку Державної фіскальної служби та постановив відшкодувати ТОВ «Савік шустер Студія» судові витрати.
Від 2018 Павло Єлізаров — директор громадського лейблу, заснованого на технології блокчейн — Younk.

## Відзнаки
- 2005 — Орден святого рівноапостольного князя Володимира III ступеня УПЦ московського патріархату
- 2010 — Орден святого рівноапостольного князя Володимира ІІ ступеня за заслуги перед УПЦ московського патріархату
- 2011 — Орден святого рівноапостольного князя Володимира І ступеня УПЦ московського патріархату[10]

## Сім'я
- дружина — Єлізарова Олена Миколаївна (1986)
- п'ятеро дітей: дві доньки — Єлізарова Марія (1993) та Єлізарова Софія (2014); три сини — Єлізаров Серафім (2009), Єлізаров Олександр (2010) та Єлізаров Павло (2011)